# Mordellistena longicornoides
Mordellistena longicornoides es una especie de coleóptero de la familia Mordellidae.

## Distribución geográfica
Habita en Europa y Turquía.